# Mondicourt
Mondicourt är en kommun i departementet Pas-de-Calais i regionen Hauts-de-France i norra Frankrike. Kommunen ligger i kantonen Pas-en-Artois som tillhör arrondissementet Arras. År 2022 hade Mondicourt 579 invånare.

## Befolkningsutveckling
Antalet invånare i kommunen Mondicourt
| Referens: INSEE |